# زاگرب هلدینگ
زاگرب هلدینگ (کرواتی: Zagrebački holding d.o.o.) شرکت خوشه‌ای کروات است، که در سال ۲۰۰۶ تأسیس شد.